# 黄石高速公路
黄骅－石家庄高速公路（中国国家高速公路网编号G1811，简称黄石高速，旧称石黄高速）是G18荣乌高速的联络线之一，全线位于中华人民共和国河北省境内，于2000年12月10日全线通车。
为缓解北部城区交通压力，减少不必要的收费站设施维护，2023年9月，京港澳高速互通-石家庄绕城互通段降级为北三环和启程路，免费开放，并在S204省道一侧重新设置石家庄东收费站，石家庄绕城高速一侧重新设置石家庄西收费站。